# Classe Le Redoutable
La classe Le Redoutable è il nome della prima classe di sottomarini nucleari lanciamissili balistici (in francese: sous-marins nucléaires lanceurs d'engins (SNLE)) della Marine nationale francese. Essa prende il nome dal sottomarino capoclasse: Le Redoutable. Essi dipendevano della Force océanique stratégique (FOST) e sono stati rimpiazzati dai sottomarini di nuova generazione (SNLE-NG) della classe Le Triomphant a partire dagli anni 90.

## Presentazione
La decisione di dotare la Francia di una serie di sottomarini nucleari lanciamissili balistici, come componente marina della « force de frappe », si concretizza il 2 marzo 1963 con la firma dell'ordine per il primo SNLE.
La costruzione di questo nuovo tipo di mezzo comincia alla fine del 1964 a Cherbourg. Si tratta di creare un sottomarino di più di 9.000 tonnellate, equipaggiato di un sistema di propulsione nucleare navale e che inoltre dovrà essere capace di lanciare dei missili con testate nucleari.
Le Redoutable, primo esemplare di questa classe, è varato il 29 marzo 1967 a Cherbourg alla presenza del generale de Gaulle e come comandante il capitano di fregata Louzeau ; è ammesso in servizio attivo il 1º dicembre 1971 nella Force océanique stratégique sotto il comando dell'ammiraglio Louzeau. Al suo ingresso in servizio è equipaggiato di 16 missili balistici mare-terra M1 (450 Kt su 2.000 km), poi M2 a partire dal 1974, infine M20 comportanti ciascuno una testata nucleare di 1 Mt e con una portata superiore a 3.000 km.
La tranche reattore è lunga circa 8 metri e ha un peso di 700 tonnellate.
Ritirati dal servizio tra il 1991 e il 2008, essi sono in corso di smantellamento a Cherbourg sotto la responsabilità della Direction générale de l'Armement.

## Tecnologia
Quattro sottomarini sono stati modificati e aggiornati per poter ricevere il missile M4 e sono stati quindi messi al livello de L'Inflexible.
Il loro scafo è in acciaio 80 HLES (alta elasticità) che permette loro di immergersi a 300 metri di profondità.
Alcuni hanno ricevuto il sistema di aiuto al comando SEAO/OPSMER.

## Sottomarini
In totale 6 sottomarini sono stati costruiti:
| n°   | Nome          | Impostato  | Varato     | In servizio | Disarmato  | MSBS               | Status                                  |
| ---- | ------------- | ---------- | ---------- | ----------- | ---------- | ------------------ | --------------------------------------- |
| S611 | Le Redoutable |            | 29/03/1967 | 01/12/1971  | 13/12/1991 | M1 • M2 • M20      | esposto a La Cité de la Mer a Cherbourg |
| S612 | Le Terrible   |            | 12/12/1969 | 01/01/1973  | 01/07/1996 | M1 • M2 • M20 • M4 | disarmato a Cherbourg                   |
| S610 | Le Foudroyant | 12/12/1969 | 04/12/1971 | 06/06/1974  | 30/04/1998 | M1 • M2 • M20 • M4 | disarmato a Cherbourg                   |
| S613 | L'Indomptable | 04/12/1971 | 17/09/1974 | 23/12/1976  | 06/04/2005 | M1 • M2 • M20 • M4 | disarmato a Cherbourg                   |
| S614 | Le Tonnant    | 19/10/1974 | 17/09/1977 | 03/04/1980  | 16/12/1999 | M2 • M20 • M4      | disarmato a Cherbourg                   |
| S615 | L'Inflexible  | 27/03/1980 | 23/06/1982 | 01/04/1985  | 14/01/2008 | M4                 | disarmato a Cherbourg                   |